# クンブレス・アンド・トルテック・シーニック鉄道
クンブレス・アンド・トルテック・シーニック鉄道（クンブレス・アンド・トルテック・シーニックてつどう、英語: Cumbres & Toltec Scenic Railroad、略称C&TS）は、アメリカ合衆国のニューメキシコ州チャマ (Chama) とコロラド州アントニト (Antonito) の間で運行されている狭軌の保存鉄道である。標高10,015 フィート（3,053 m）のクンブレス峠 (Cumbres Pass) を越えており、アメリカ合衆国の旅客鉄道として最高地点を通過している。線路自体を所有しているのは地元のニューメキシコ州とコロラド州の州政府である。

## 歴史
クンブレス・アンド・トルテック・シーニック鉄道の運行している線路 (鉄道)はもともと、デンバー・アンド・リオグランデ鉄道によって1880年に敷設された。この会社はその後サザン・パシフィック鉄道との合併を経て、2010年現在はユニオン・パシフィック鉄道の一部となっている。1970年に、クンブレス・アンド・トルテック・シーニック鉄道が蒸気機関車で2つの町の間を6時間かけて走る列車を運転するようになった。
この鉄道はデンバー・アンド・リオグランデ鉄道サンファン延長 (Denver & Rio Grande Railroad San Juan Extension) として、1973年にアメリカ合衆国国家歴史登録財に指定されている。この指定地域は2007年に拡大されている。
経営ノウハウなどがなかったことから、2002年に一度は倒産している。しかしNPOのナローゲージ・プリザベーション・ファンド (NGPF) の支援により、鉄道ファンがボランティアとして関われる仕組みを作り、経営のプロを招いて周辺の宿泊施設を整備するなど再建策を進め、2009年には黒字経営に転換した。年間20万人の観光客を集める保存鉄道となっている。マイクロソフト日本法人の社長・会長を務めていた古川享はNGPFの最大出資者で、この鉄道の保存活動に関わっている。

## 歴史的な注目点
こんにちのチャマは小さな村であるが、多くの鉄道ファンにとっては聖地とされている。チャマは、蒸気機関車の時代の鉄道がアメリカ合衆国でもっともよく残されている場所の1つである。扇形庫や倉庫、留置線などが改造されているが、それでもチャマのヤードは1960年かそれ以前の雰囲気を留めている。ヤードには、デンバー・アンド・リオグランデ鉄道以来この路線で使用されてきた本物の鉄道車両が止まっている。
クンブレス・アンド・トルテック・シーニック鉄道で使用されている機関車はすべて、以前のデンバー・アンド・リオグランデ鉄道向けに製造されたもので、すべて車軸配置2-8-2の「ミカド」型である。かつてジーン・オートリーが所有していたこともあるK-27型 (D&RGW 463) 463号機や、もともとボールドウィン・ロコモティブ・ワークスで1903年に標準軌用機関車として製造され、デンバー・アンド・リオグランデ・ウェスタン鉄道によりデンバーのバーナム工場で1928年から1930年にかけて狭軌に改造されたK-37型 (D&RGW K-37) などが配置されている。鉄道の運行を主に支えているのは伝統あるK-36型 (D&RGW K-36) で、ボールドウィン・ロコモティブ・ワークスにより1925年に製造されたものである。もっとも重要といえるのがK-36型487号機で、一番よく運行に使われている。

## 運行
クンブレス・アンド・トルテック・シーニック鉄道は、かつてのデンバー・アンド・リオグランデ・ウェスタン鉄道の路線のうち、64 マイル（103 km）を占めている。公式にはチャマに本部が置かれているが、両端に各種の機能が分散されている。クンブレス・アンド・トルテック委員会の事務所はアントニトにあり、また車両に対する修理が行われている工場もこちらにある。鉄道の実際の運行の本部はチャマにあり、機関車の修理も可能である。

### スケジュール
2010年の運行では、5月22日土曜日から10月17日日曜日までの毎日の列車運行を予定している。毎日、チャマおよびアントニトから列車が出発し、オシアに双方が到着してから、それぞれチャマとアントニトへ引き返すようになっている。これにより、貸切バスで戻ってくる行程を組み合わせることで1日で全線を乗ることも、オシアで折り返す往復の行程にすることもできるようになっている。

## 行程

### チャマからオシアへ

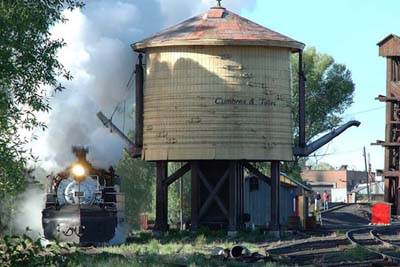
チャマのヤードにて、487号機

マイルポスト344.12マイル地点のチャマを起点として、ヤードを出発すると北東方向へほぼ直線に進み、チャマ川を渡る。1 マイル程進むと4%の上り勾配となり、これはコクソ (Coxo) 付近の区間を除いて、クンブレス (Cumbres) までほぼ一定である。最初の側線がロバト (Lobato) にあり、マイルポストは399.99マイルである。ここにはかつての家畜集積場と、1970年代に映画撮影のために建設された給水タンクの跡がある。このタンクはインディ・ジョーンズ/最後の聖戦の撮影で使用されている。タンクは2006年に老朽化と強風のために倒壊した。4分の1マイル程行くと、ロバト橋があり、これは1883年に建設された、路線内で2番目に高いトレッスル橋である。重量制限のため、同時には1両の機関車しか渡ることができず、重連運転の列車は一旦機関車を分割して、橋を渡ったところで再度連結する必要がある。
ここからクンブレスまでは、路線はウルフ・クリーク (Wolf Creek) の北側を走る。頂点となっているクンブレスまでの途中のマイルポスト335.10マイル地点に、クレスコ (Cresco) の側線と給水タンクがあり、ハミルトン・ポイント (Hamilton's Point) からは小さな谷をたどる。谷を出ると線路は北西へカーブを切って、コクソを通りウルフ・クリークの集水域を出る。谷が狭くなっているところでは、ウィンディ・ポイント (Windy Point) までΩ状のきついカーブをこなして、列車はクンブレス峠へ入っていく。
クンブレスは標高10,015 フィート (3,053 m) マイルポスト330.48 マイル地点にあり、車両検査官の事務所、給水管、大きなスノーシェッドの残骸、もともとこの地点にあって1950年代に取り壊された車両基地を置き換える保線基地などがある。クンブレスはこの鉄道で最高地点にある。ここから東へは、線路は2.5%の勾配で下り、クンブレス・ループ (Cumbres Loop) を下っていく。このループはタングルフット・カーブ (Tanglefoot Curve) としての名前の方がよく知られている。このループを抜けると、ロス・ピノス峡谷 (Los Pinos Valley) に沿って北へ向かうマイルポスト327.6 マイル地点までおおむね東へ走る。
北に向きを変えて次第に高度を下げるが、谷は次第に上がっており、最終的にマイルポスト325 マイル地点で谷の底に線路がたどり着き、ここで線路が向きを変えて、ロス・ピノス川に沿ってオシアへ、谷の反対側を南へ向かい始める。マイルポスト323 マイル地点を過ぎると、線路は谷から離れてさらに急な勾配になり、川によって形成された谷にへばりつくようにして走るようになる。その途中でロバト橋よりも高い、高さ137 フィート (42 m) のカスケード橋（マイルポスト319.95 マイル地点）を渡る。さらに約1.5 マイル程走ると、この鉄道の中間地点で、双方向からの列車が出会って昼食休憩を行うオシアにたどりつく。ここで、元来た場所に戻るか、あるいは列車を乗り換えて反対側の終点まで向かうことができる。

### アントニトからオシアへ

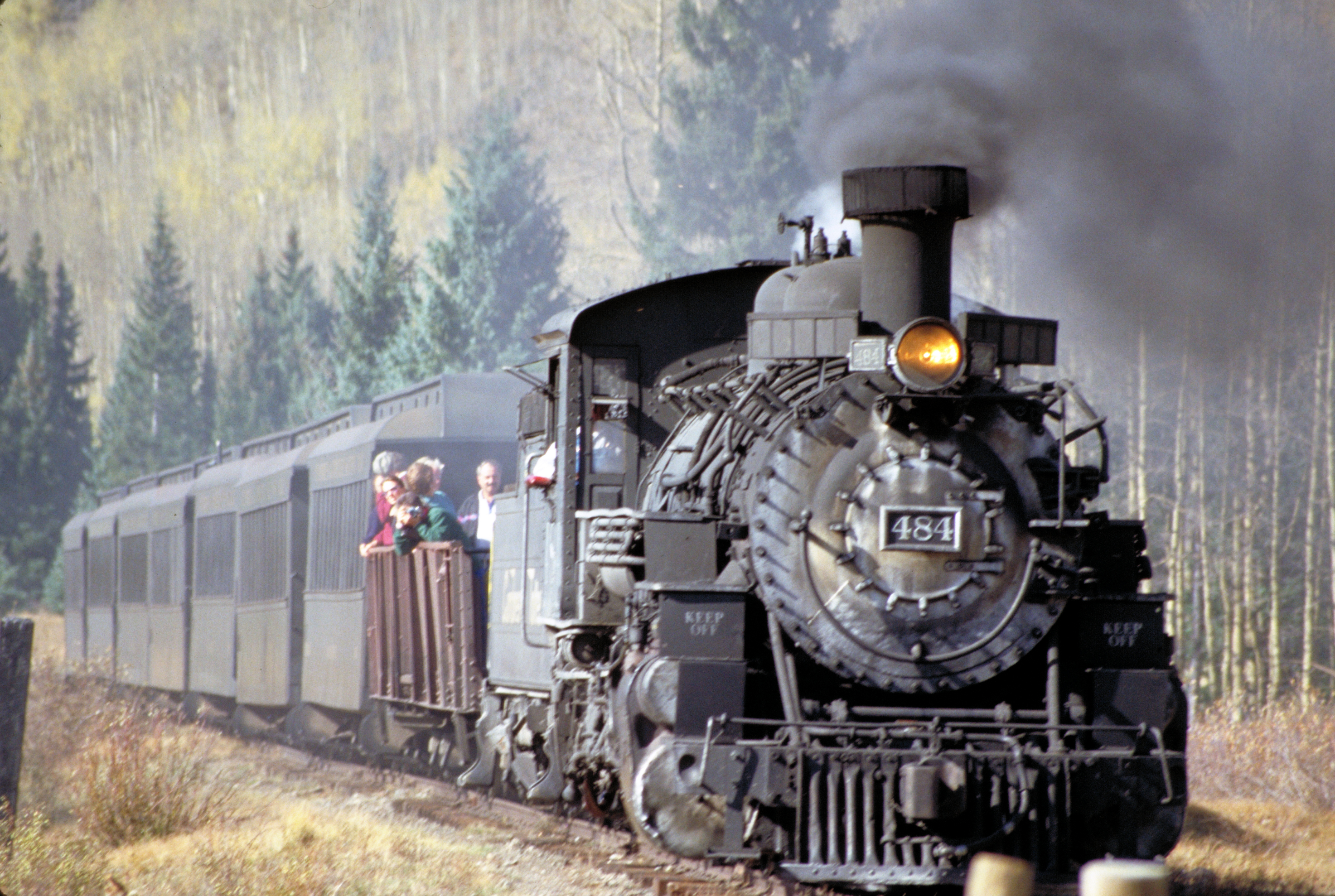
クンブレス・アンド・トルテック・シーニック鉄道の蒸気機関車

この区間は小さな畜産業の町であるアントニトから路線の中間地点のオシアまで、鉄道の東半分を走る。マイルポスト280.70 マイル地点にあるアントニトは、現在はユニオン・パシフィック鉄道の一部となっている、かつてのデンバー・アンド・リオグランデ鉄道の企業城下町であった。ここには修理工場や給水タンクなどが置かれている。もともとあった鉄道のヤードやデルタ線、駅設備などはコロラド州・ニューメキシコ州に売却されなかったので、ここのほとんどの設備はクンブレス・アンド・トルテック・シーニック鉄道によって建設されたものである。
駅を出ると、列車は丘陵地帯に入るまでほぼ3 マイル (4.8 km) ほどまっすぐ走る。そこを過ぎると、マイルポスト285.87 マイル地点でファーガソン橋を渡る。この橋の名前は、ここで機関車から吊るされた男の名前にちなんでいる。この橋は、ウィリー・ネルソンとデルタ・バーク (Delta Burke) の出演した1988年のテレビ映画Where the Hell's That Gold?!!?で取り上げられている。このテレビ映画向けに実施した爆発は予想より大きなものとなって、橋を焼失してしまうものとなった。仮の橋ができるまで1週間に渡って運行が止まり、その年の冬にほぼ原型に忠実にトレッスル橋が復元された。さらに3 マイルほど先に、累計で11回に及ぶニューメキシコ州との州境通過の1回目があり、岩棚をラバ・メサ (Lava Mesa) へ向かって登っていく。マイルポスト291.55 マイル地点のラバ (Lava) には、1971年にアントニトから移設された古い給水タンクがある。ここには転回線として使用されているΩ状の線路があり、チャマからやってきたロータリー除雪車が転回するために使っている。クンブレス・アンド・トルテック・シーニック鉄道には、ロータリーOMおよびロータリーOYと呼ばれる2両のロータリー除雪車がある。
西へ向かい、2回に渡ってΩ状のカーブになっているウィプラシュ・カーブ (Whiplash Curve) を通る。ここから1 マイルほど進むと、ビッグ・ホーン (Big Horn) に側線とデルタ線がある。ビッグ・ホーンを過ぎると、最初の給水停車があるサブレット (Sublette) まで、山に沿って何度もΩ状のカーブを通っていく。
サブレットは放棄された鉄道の保線基地で、木造の詰め所、保線基地、側線やそのほかの建物がある。かつては側線の西側に給水タンクがあったが、現在はその場所に給水管がある。炭水車に水を補給すると、青々と茂ったポプラの森へ列車が入っていく。
サブレットを出ると、トルテック側線を通過する。ここは、1950年代にチャマやファーミントン (Farmington) とアラモサ (Alamosa) の間で長い油井用パイプを運んでいた列車が対向列車と交換するために使っていた。そこを過ぎるとマッドトンネル (Mud Tunnel) を通る。このトンネルはやわらかい火山灰の地質なので、木の柱で内張りがなされている。このトンネル内の梁が崩壊したときには、デンバー・アンド・リオグランデ・ウェスタン鉄道はトンネルを迂回して旅客や小型の車両を移動できる道を造り、反対側に待機している列車に移動できるようにしたことがある。このトンネルを抜けるとファントム・カーブ (Phantom Curve) を通り、カリコ・カット (Calico Cut) を抜けて、列車が速度を落とす。駅のために速度を落とすのではなく、行程中でもっとも景色のよい場所を通るためである。
その後、ロックトンネルに入るときに汽笛を鳴らす。このカーブを描いたトンネルによりトルテック峡谷に入る。ここでは皮の上の600 フィート (180 m) の位置に線路が敷かれている。トンネルを出ると、岩場が広がっている。この岩場をゆっくり抜け出すと、ジェームズ・ガーフィールド大統領の記念碑を通過する。再び列車は加速するがあまり長くはなく、10分ほどでオシアへと到着する。

## 主要地点の経緯度
- ニューメキシコ州チャマ 北緯36度54分9秒 西経106度34分42秒 / 北緯36.90250度 西経106.57833度
- クンブレス峠 北緯37度01分10.4秒 西経106度26分53.4秒 / 北緯37.019556度 西経106.448167度
- コロラド州オシア (Osier) 北緯37度0分44秒 西経106度20分9秒 / 北緯37.01222度 西経106.33583度
- ニューメキシコ州トルテック峡谷 北緯36度59分3.9秒 西経106度18分22.2秒 / 北緯36.984417度 西経106.306167度
- コロラド州アントニト 北緯37度4分11秒 西経106度0分42秒 / 北緯37.06972度 西経106.01167度